# 达活泉街道
达活泉街道，是中华人民共和国河北省邢台市信都区下辖的一个乡镇级行政单位。

## 行政区划
达活泉街道下辖以下地区：
园林东社区、达活泉社区、青青家园社区、园林社区、永康社区、富水社区、天厦社区、温馨社区、北大汪社区、北小汪社区、营头村和元庄村。